# Stambridge
Stambridge – civil parish w Anglii, w hrabstwie Essex, w dystrykcie Rochford. Leży 25 km na południowy wschód od miasta Chelmsford i 61 km na wschód od Londynu. W 2011 roku civil parish liczyła 700 mieszkańców.